# Честер (Мен)
Честер (англ. Chester) — місто (англ. town) в США, в окрузі Пенобскот штату Мен. Населення — 549 осіб (2020).

## Демографія
Згідно з переписом 2010 року, у місті мешкало 546 осіб у 218 домогосподарствах у складі 164 родин. Було 266 помешкань
Расовий склад населення:
| - 98,7 % — білих - 0,4 % — корінних американців - 0,2 % — азіатів |

До двох чи більше рас належало 0,7 %. Частка іспаномовних становила 0,2 % від усіх жителів.
За віковим діапазоном населення розподілялося таким чином: 17,8 % — особи молодші 18 років, 66,3 % — особи у віці 18—64 років, 15,9 % — особи у віці 65 років та старші. Медіана віку мешканця становила 44,9 року. На 100 осіб жіночої статі у місті припадало 104,5 чоловіків;  на 100 жінок у віці від 18 років та старших — 99,6 чоловіків також старших 18 років.
Середній дохід на одне домашнє господарство  становив 61 138 доларів США (медіана — 38 854), а середній дохід на одну сім'ю — 76 246 доларів (медіана — 49 375). За межею бідності перебувало 20,1 % осіб, у тому числі 37,8 % дітей у віці до 18 років та 17,1 % осіб у віці 65 років та старших.
Цивільне працевлаштоване населення становило 226 осіб. Основні галузі зайнятості: освіта, охорона здоров'я та соціальна допомога — 29,2 %, сільське господарство, лісництво, риболовля — 15,5 %, роздрібна торгівля — 10,2 %, будівництво — 9,7 %.